# SUMMER ADDICTION
《SUMMER ADDICTION》是夏之管（TUBE）在2012年6月27日推出的第34張最新專輯。

## 簡介
- 限量版發布（光盤2）23年以來首次『SUMMER CITY』乙烯。乙烯已錄製源還包括新聲風格的實況錄音棚，出道歌曲『Beat Seller Summer』武部負責安排作為獎金軌道。
- 前單「永遠、永遠」。

## 收錄曲目

### CD
（全作詞:前田亘輝）（全作曲:春畑道哉）
1. JUST IN TIME SUMMER
  - 編曲：鳥山雄司
2. 我不好（僕が悪かった）
  - 作詞：秋元康／編曲：武部聡志
3. 永遠、永遠（いつも、いつまでも）
  - 55枚的単曲。
4. 豐富多彩（カラフル）
  - 編曲：鳥山雄司
5. 蓬巴杜粉紅（桃色ポンパドール）
  - 編曲：武部聡志
6. 一旦哭了（泣いちゃえば）
  - 編曲：TUBE、武部聡志
7. Hibike、夏詩（響け、夏詩）
  - 作曲：増子達郎／編曲：武部聡志
8. LIP SERVICE
  - 編曲：本間昭光
9. LOVE ADDICTION
  - 編曲：鳥山雄司
10. 龍曖昧（曖昧な龍）
  - 編曲：本間昭光
11. 路標的藍色（青の道標）
  - 編曲：武部聡志

### DVD
1. 永遠、永遠（Video Clip）
2. Making of「SUMMER ADDICTION」

## 外部連結
- 索尼音樂介紹頁。 
  - 初回生産限定盤（页面存档备份，存于）
  - 通常盤（页面存档备份，存于）
  - 完全生産限定盤